# Nursery
Nursery was een suikerrietplantage aan de Nickerie in het district Nickerie in Suriname. De plantage lag stroomafwaarts naast de plantage Hazard en stroomopwaarts naast de plantage Waterloo

## Geschiedenis

### Negentiende eeuw tijdens slavernij
De grond had een grootte van 500 akkers (± 200 hectare) en was oorspronkelijk met koffie beplant. De grond werd uitgegeven aan Joseph James Tyndall. Hij was afkomstig uit de  kolonie Berbice. In 1839 vraagt hij om uitgifte van een extra 500 akkers, voor een perceel achter Nursery. In 1841 werd er voor het eerst suiker verbouwd. Tyndall was ook eigenaar van de aan de kust gelegen katoenplantage Sealand.
Kappler, een militair die in Nickerie was gestationeerd, gaf in zijn boek “Zes jaren in Suriname” de volgende beschrijving van deze plantage:
"De plantagie zelve is eene der schoonste hier te lande en ik geloof het ervoor te mogen houden, dat de groote vruchtbaarheid van den grond en de goede gezindheid der negers haar tot eene der voordeeligste maken.  Gebouwen, tuinen en negerwoningen zijn doelmatig en smaakvol aangelegd".
Na een hierop volgende beschrijving van de kostbare stoommachine en het gehele fabriekcomplex met zijn geavanceerde transportvoorzieningen schrijft Kappler:
"(...) door een ander kanaal is het zeer elegante, in eenen tuin geplaatste woonhuis van de fabriekgebouwen, gescheiden. Andere kanalen scheiden dit weder van het dorp der negers, hetwelk uit drie straten bestaat, die met kokosnoot- en Pomme-de-Cythere-boomen beplant zijn. De woningen der negers zijn van Pina-palm-hout, met planken beschoten en hecht gebouwd: bij elke hut bevindt zich ook een tuintje.

### Negentiende eeuw na afschaffing slavernij
Tijdens de slavenemancipatie in 1863 werden 295 slaven vrijverklaard. Op dat moment was Nursery de grootste plantage van Nickerie. De eigenaars waren de families Tyndall en Tyndall de Veer. De laatste familie stamt af van Joseph Tyndall, een zoon van Joseph James die in Noordwijk getrouwd was met Maria Frederika de Veer. Een andere zoon, James, was in 1843 eigenaar geworden van L’Esperance aan de Suriname. Hij was ook eigenaar van Klein Bellevue en Ellen aan de Commewijnerivier door zijn huwelijk met Margaretha Herbert.
In 1866 en 1872 werden 68 Chinese arbeiders voor de plantage geworven. De eersten arriveerden vanuit Hongkong. De tweede groep kwam uit Demerary via Berbice. In 1877 en 1887 werd de plantage te koop aangeboden. De nieuwe eigenaar was James Chin A Pau die de plantage geheel onder water aantrof. In 1890 werd de plantage verkocht aan Robert Kirk, de eigenaar van Hazard en Waterloo.

### Twintigste eeuw
In 1904 kwamen er 182 immigranten voor de plantages Waterloo, Nursery en Hazard aan. Nursery was toen een van de vijf suikerplantages die nog in productie waren. In 1910 werd er een school op de plantage aangelegd. Een jaar later werden de gezamenlijke plantage uitgebreid met 954 hectares. In hetzelfde jaar brak er een zware malaria-epidemie uit. Toen de wereldwijde economische crisis uitbrak moest Nursery ergens na 1920 sluiten.
A la bonne heure · Anna's Zorg · Akkerboom · Alliance · Alkmaar · Andresa · Auka · Andreesgift · Bantaskine · Barbados · Batavia · Beekenhorst · Belladrum · Bellevue · Belwaarde · Beninenburg · Berg en Dal · Bergen op Zoom · Berlijn (Commewijne) · Berlijn (Para) · Bethlehem · Boksweide · Boston · Botany Bay · Boxel · Bronswijk · Brouwerslust · Bruinendaal · Bucklebury · Buitenrust · Burnside · Cadrosspark · Caledonia · Campenburg · Cannewapibo · Catharina Sophia · Clevia  · Cliffort-Kokshoven · Clyde · Concordia · Concordia en een Kwart Lot · Courcabo · De Dageraad · De Goede Vriendschap · De Resolutie · De Vier Hendrikken · Diamond · Dijkveld · Domburg · Dordrecht · Eendragt · Elisabeth's Hoop · Ellen · L'Espérance (Nickerierivier) · L'Espérance (Surinamerivier) · Esthersrust · Fairfield · Fortuin · Flora · Florentia · Frederiksburg · Frederiksdorp · Frederikslust · Geertruidenberg · Geyersvlijt · Glensander · Gloria · Groot Chatillon · Groot Marseille · Guadeloupe · Hague · Hamburg · Hamilton · Hamptoncourt · Hannover · Hazard · Hebron · Hecht en Sterk · Hooyland · Hope · Houttuin · Huntly · Huwelijkszorg · Inverness · Jagtlust · Jodensavanne · Johan & Margaretha · Johanna Catharina · Johanna Maria · Johannesburg · John · Katwijk · Kent · Kerkshoven · Killenstein · Klein Bellevue · Kleinhoop · Krappahoek · Kroonenburg · Kwatta · La Jalousie · La Prosperité · La Rencontre · La Ressource (Saramacca) · La Ressource (Surinamerivier) · La Singularité · Laarwijk · Leasowes · Leliëndaal · Leonsberg · Livorno · Longmay · Lunenburg · Lust en Rust · Lustrijk · Maasstroom · Margarethenburg · Maria Petronella · Mariënbosch · Mariënburg · Margaretha's Gift · Mary's Hope · Meerzorg · Merveille · Moed en Kommer · Mon Bijou · Mon Souci · Mon Trésor · Monnikendam · Mopentibo · Morgenster · Moy · Nieuw Mocha · Nieuwzorg · Nieuwe Aanleg · De Nieuwe Grond · Nijd en Spijt · Novar · Nursery · Nut en Schadelijk · Onoribo · Onverwacht · Oranibo · Ornamibo · Overbrug · Overtoom 
· Oxford · Palestina · Paradise · Persévérance · Petersburg · Picardië · Peperpot · Pieterszorg · Plaisance · Poelwijk · Potosie · Purmerend · Reijnsdorp · Reijnsfort · Rijnberk · Roosenburg · Rorac · Rust en Werk · Rustenburg · Saltzhalen · Sans Souci · Saphir · Sarah · Sardam · Schaapstede · Schoonoord · Sinabo en Gelre · Sint Barbara · Sint Eustatius · Slootwijk · Sorgvliet · Spieringshoek · Standvastigheid · Suidwijn · Suzanna's Daal · Toevlugt (Surinamerivier) · Tout Lui Faut · Toledo · Totness · Tyronne · 't Vertrouwen · Victoria · Vierkinderen · Visserszorg · Voorburg · Voorzorg (Saramacca) · Vossenburg · Vredenburg · Vriendsbeleid en Ouderzorg · Vreeland · Waltonhall · Waldijk · Waterloo · Wederzorg · Welbedacht · Welgelegen (Commewijne) · Welgelegen (Coronie) · Welgevallen · Weltevreden · Wolffs Capoerica · Wolfenbüttel · 't Ylant · Zoelen · Zorg en Hoop (hout) · Zorg en Hoop (indigo) · Zorg en Hoop (katoen) · Zorg en Hoop (suiker)